# Universele vertaler
De universele vertaler is een fictioneel apparaat dat voorkomt in veel sciencefictionwerken, vooral op televisie. Het apparaat werd voor het eerst beschreven in 1945 in het boek "First Contact" van Murray Leinster. Het is een geaccepteerd deel van sciencefictionverhalen en is vaak een nuttig onderdeel van de plot. 

## Star Trek
In de fictieve serie Star Trek is het bedoeld om de communicatie met buitenaardse wezens te vergemakkelijken. Het apparaat is bijzonder slim, in staat om de taal van een niet-Engelssprekend persoon snel op te pikken en te vertalen naar het Engels. Hierdoor lijken alle aliens in Star Trek Engels te spreken.
De eerdere versies, in de tijd van de serie Enterprise, die nog minder geavanceerd waren, deden langer over de vertaling dan de latere versies. Ook kon men niet goed communiceren als men geen technologie voorhanden had. 
De latere versies zijn bij de personen ingebracht, waardoor communicatie vrijwel geen probleem vormt, tenzij bijvoorbeeld bij een ontmoeting met een insectensoort.